# 루이스 블랙 (기업인)
루이스 블랙(Lewis Black, 1968년 7월 4일~ )은 영국계 미국인의 기업인이다. 텅스텐 광산 채굴 및 탐사에 중점을 둔 글로벌 광산 회사 알몬티 인더스트리스 주식회사(Almonty Industries)의 공동 창립자이자 대표이사이다. 이 회사는 토론토 증권거래소에 상장되어 있다. 그는 중국과 러시아에 지나치게 의존하는 기존 텅스텐 공급망을 바로잡으려는 서방 세계의 신규 텅스텐 광산개발과 관련해, 주요 언론에 자주 인용된다. 특히 군수품 개발에 텅스텐의 중요성이 날로 높아져가는 시점이기에 더욱 그렇다.

## 생애
블랙은 런던에서 태어났다. 그는 맨체스터 대학교에서 경영 및 기술 학사(B.A.) 학위를 취득했다.
알몬티가 설립되기 이전인 2011년까지 태국의 SC 마이닝 텅스텐(SC Mining Tungsten)에서 영업과 마케팅 책임자로 근무했다. 또한 2005년 6월부터 2007년 12월까지 텅스텐 광산 회사인 프라이머리 메탈스(PMI)의 회장 겸 대표이사(CEO)를 역임했으며, 이 회사는 한때 TSX-V(캐나다 벤처거래소)에 상장되어 있었다.
알몬티 인더스트리즈(Almonty Industries)라는 이름은 창립자 2명의 아버지들에게 경의를 표하려 그들의 이름을 본따 지어졌다. "Monty"는 루이스 블랙의 아버지인 Monty Black의 이름에서, "Al"은 다니엘 다마토(Daniel D’Amato)의 아버지인 Al D’Amato의 이름에서 따왔다.

## 텅스텐과 중국
블랙은 중국의 텅스텐 시장 지배를 강력하게 비판해왔다. 중국이 2023년 기준 전 세계 텅스텐 채굴 생산량의 80%를 차지하기 때문이다.  2025년, 중국이 텅스텐 수출 통제 조치를 시행하자 블랙은 블룸버그 뉴스에서 “이제 시작일 뿐이며 상황은 더 나빠질 것”이라고 말하며, 글로벌 공급을 더욱 제한하려는 중국의 추가 조치 가능성을 경고했다.
그는 2023년 인터뷰에서 중국이 시장 가격을 좌우하는 현실을 지적했다. “중국은 사실상 공짜로 텅스텐을 공급하며 1980년대에 텅스텐 시장의 점유율을 높여왔다. 1980년대 초 전 세계에는 거의 100개의 텅스텐 광산이 있었고, 1990년대 초에는 200개까지 있었다. 그러나 중국이 텅스텐을 거의 공짜로 제공하면서 모든 경쟁자들이 사업을 접게 만들었다. 그렇게 세계의 텅스텐 광산업은 완전히 무너졌다. 지금은 중국이 워낙 지배적이라 사실상 가격을 통제한다. 그들은 시장 점유율을 위협할 만한 실질적인 자본 투자가 이루어지지 않도록 가격을 일정한 수준으로 통제하고 있다.”
그는 또한 중국 텅스텐 시장 지배에 맞서는 대책으로 관세를 사용하는 바이든 행정부를 강력하게 비판했다. 관세 부과가 중국에 지나치게 의존하는 현상을 해결하는 대책이 아니라고 믿었기 때문이다. 그러나 2024년 CNBC와의 인터뷰에서 미국의 새로운 텅스텐 관세에 중국이 보복관세로 맞서지 않았다는 점을 주목했다. “그 관세는 일종의 경고 사격이었다. 바이든은 중국이 수출하는 25개 전략 금속 중 3개에만 관세를 부과했기 때문이다. 하지만 중국은 전과 달리 아무 대응도 하지 않았다. 과거에는 희토류 수출을 제한했지만, 이번에는 완전히 무시했다. 중국은 텅스텐이 미중 무역 전쟁의 격화로 번져가는 것을 바라지 않기 때문이다.”
블랙은 또한 미국 연방준비제도(Fed)가 금리를 보다 공격적으로 내리지 않자, 미국 광산업이 중국과의 경쟁에서 불리해지고 있다고 비판했다.

## 텅스텐과 국방
블랙은 탄약 제조의 텅스텐 공급망의 중요성 때문에 텅스텐 공급의 세계적 분산이 필요하다고 주문해왔다. 러시아의 우크라이나 침공 이후 텅스텐 비축이 증가했으며, 현재 러시아와 중국이 전 세계 텅스텐 공급의 약 90%를 차지하고 있다. “지금 모든 나라가 탄약 생산 능력을 높여가려 하지만 텅스텐이 없다. 게다가 현재 확보된 텅스텐조차, 미래에 적대 관계에 놓일 지도 모를 국가들로부터 수입되고 있다.”고 블랙은 언급했다.
블랙은 또한 텅스텐 부족으로 인해 우크라이나에 무기 공급 지원이 지연되고 있음을 지적했다. 예를 들어, 미국은 우크라이나에 에이브럼스 전차(Abrams tanks)를 제공하겠다고 약속했지만, 기존 전차의 장갑을 텅스텐 및 웨빙 장갑으로 교체해야 하기 때문에 아직 발송할 수 없었다. 그는 “지난 30년간 ‘나는 탄약을 비축하겠습니다’라고 말해서 선출된 정치인은 없었다. 그리고 우리가 허세만 부릴 때 어떤 일이 벌어지는지는 이미 목격했다.”고 말했다.
국방 산업에서 텅스텐이 중요한 역할을 하므로, 블랙은 자신이 생산하는 텅스텐을 유럽연합, 미국, 일본, 한국 등 우방국에만 공급한다고 밝혔다.

## ESG 비판
블랙은 서방의 환경 정책이 텅스텐이나 수요가 많은 구리와 같은 주요 금속의 광산 개발을 어렵게 만들고 있다고 비판했다. 그는 또한 전기차 배터리에 대한 수요 증가가 텅스텐의 공급망에 더 큰 어려움을 가져온다고 지적했다. “전기차(EV) 도입이 확대되면, 공급망 문제는 더 심각해진다. 클린테크에 집중하면 오히려 텅스텐 공급망의 위기는 더 심화된다. 사람들은 상황이 개선되기보다 더 나빠진다는 사정을 이해할 필요가 있다.”
그러나 그는 알몬티가 재개발을 추진하는 한국 강원도 상동광산은 표면에 폐기물을 남기지 않도록 설계된 적도 원칙(Equator Principles) 기준에 맞춰 진행된다고 언급했다. 또한 그는 한국 광산업계에 여성 근로자 제한 규정이 있음에도 불구하고 한국 지사의 여성 근로자 비율을 늘렸다.